# Johannes Leib
Johannes Leib (* 28. April 1591 in Streufdorf, Sachsen-Meiningen; † 15. März 1666 in Coburg) war ein deutscher Arzt, Jurist, Dichter und Liederdichter.

## Leben
Er begann mit seinen Studien auf den Schulen in Heldburg, Schleusingen (1608) und Gotha (1610), bezog 1612 die Universität Jena, 1615 die in Altdorf, 1616 die in Ingolstadt und 1617 nochmals Altdorf und ließ sich 1619 in Coburg als praktischer Arzt nieder. Auf den genannten Hochschulen hatte er sich zwar vorwiegend dem Jus-Studium gewidmet, wurde aber dennoch bereits 1616 in Altorf zum Poëta laureatus gekrönt.
Er verfasste Schriften wie „Tractat von Ganerben“, „De prioritate creditorum“ sowie „Zodiacus Christianus“ und „De Praedestinatione ad vitam aeternam“. Als Dichter veröffentlichte er „Epigrammata de laudibus et laboribus Gustavi Adolphi R. Sueciae“ und war zur Feier des Schlusses des Dreißigjährigen Krieges Verfasser des Kirchenliedes „Nun danket alle Gott für seine große Gnade“, das in mehrere Gesangbücher übergegangen ist. Er beschäftigte sich mit der deutschen Sprichwörterkunde und schrieb 1627 „Studentica h. c. Apophtegmata, symbola et proverbia … germanico-latino-italica“. Der Wert dieser Sammlung liegt sowohl bei eigentlichen Sprichwörtern als auch bei Wahlsprüchen, Devisen und Inschriften, vor allem von sächsischen Kurfürsten, aber auch von Päpsten, Kaisern und Königen.

## Werke
- Tractat von Ganerben. Schleusingen 1666.
- Mit Georg Im Hof u. Georg Christoph Behaim: De Prioritate Creditorum eorumq[ue] In Quinque Classes distributione. Das ist: Von dem Vorgang der Glaubiger/ und deroselben fünff unterschiedenen Reyen oder Ordnungen. 1647.
- Mit Johannes Saubert, Georg Pfrüscher u. a.: Zodiacus Christianus, Das ist: Die zwölff Himlischen Zeichen/ dabey ein jeder Mensch erkennen kan/ ob er zum ewigen Leben versehen seye oder nicht. Dümler, Nürnberg 1638.
- De Praedestinatione ad vitam aeternam.
- Epigrammata de laudibus et laboribus Gustavi Adolphi R. Sueciae
- Studentica h. c. Apophtegmata, symbola et proverbia … germanico-latino-italica. Coburg 1627.
- Consilia, responsa ac deductiones iuris variae, cumprimis vero processum contra sagas concernentia. Das ist: Außführlich rechtliches Bedencken, wie und welcher Gestalt der Proceß wider die Zauberer und Hexen anzustellen und hierinnen verantwortlich zuverfahren. Frankfurt: Sande  1666.

Kirchenlied
- Nun danket alle Gott für seine große Gnade.